# الكلمة (مجلة)
مجلة الكلمة هي مجلة فصلية تُعنى بشؤون الفكر الإسلامي وقضايا العصر والتجدد الحضاري، تُصدر عن مُنتدى الكلمة للدراسات والأبحاث التابع لشركة الكلمة للإعلام والنشر المحدودة بمقرّها: نيو صوفيا، قبرص. تأسست مجلة الكلمة في خريف عام 1993م، وهي تهتم بقضايا الثقافة ومشكلاتها ومستقبلها في العالم العربي والإسلامي، كذلك التجدد والبناء الحضاري، وقضايا الإنماء التربوي والتعليمي.

## وصلات خارجية
- موقع الكلمة الرسمي.
- قائمة إصدارات مجلة الكلمة مُتاحة للعامّة على جهينة الإخبارية.